# آرآراس ویلیام اسکورزبی
آرآراس ویلیام اسکورزبی (به انگلیسی: RRS William Scoresby) یک کشتی بود که طول آن  ۱۲۵ فوت (۳۸ متر) بود. این کشتی  در سال ۱۹۲۵ ساخته شد.